# Município de Salem (condado de Jefferson, Ohio)
O município de Salem (em inglês: Salem Township) é um município localizado no condado de Jefferson no estado estadounidense de Ohio. No ano de 2010 tinha uma população de 3.148 habitantes e uma densidade populacional de 33,23 pessoas por km².

## Geografia
O município de Salem encontra-se localizado nas coordenadas 40° 25′ 45″ N, 80° 48′ 16″ O. Segundo a Departamento do Censo dos Estados Unidos, o município tem uma superfície total de 94.74 km², da qual 94,57 km² correspondem a terra firme e (0,18 %) 0,17 km² é água.

## Demografia
Segundo o censo de 2010, tinha 3.148 habitantes residindo no município de Salem. A densidade populacional era de 33,23 hab./km². Dos 3.148 habitantes, o município de Salem estava composto pelo 98,86 % brancos, o 0,16 % eram afroamericanos, o 0,13 % eram amerindios, o 0,51 % eram asiáticos, o 0,03 % eram de outras raças e o 0,32 % eram de uma mistura de raças. Do total da população o 0,6 % eram hispanos ou latinos de qualquer raça.